# 约翰·道尔
约翰·道尔（英語：John Dowall，1965年12月19日—），新西兰男子田径运动员。他曾代表新西兰参加1996年和2000年夏季残疾人奥林匹克运动会田径比赛，获得一枚金牌和一枚银牌。